# Cardeñadijo
Cardeñadijo település Spanyolországban, Burgos tartományban. Cardeñadijo Burgos, Cardeñajimeno, Carcedo de Burgos, Modúbar de la Emparedada és Saldaña de Burgos községekkel határos. Lakosainak száma 1430 fő (2024).

## Népesség
A település népessége az utóbbi években az alábbiak szerint változott:
| Lakosok száma | 569  | 668  | 785  | 1081 | 1159 | 1269 | 1307 | 1341 | 1414 | 1430 |
|               | 2001 | 2004 | 2006 | 2009 | 2011 | 2014 | 2016 | 2019 | 2021 | 2024 |